# Islip
Islip és una població dels Estats Units a l'estat de Nova York. Segons el cens del 2000 tenia 20.575 habitants.

## Demografia
Segons el cens del 2000, Islip tenia 20.575 habitants, 6.868 habitatges, i 5.302 famílies. La densitat de població era de 1.471,1 habitants/km².
Dels 6.868 habitatges en un 38,4% hi vivien nens de menys de 18 anys, en un 61,4% hi vivien parelles casades, en un 12% dones solteres, i en un 22,8% no eren unitats familiars. En el 18,4% dels habitatges hi vivien persones soles el 7,7% de les quals corresponia a persones de 65 anys o més que vivien soles. El nombre mitjà de persones vivint en cada habitatge era de 2,97 i el nombre mitjà de persones que vivien en cada família era de 3,38.
Per edats la població es repartia de la següent manera: un 27,4% tenia menys de 18 anys, un 6,5% entre 18 i 24, un 32,6% entre 25 i 44, un 22,3% de 45 a 60 i un 11,1% 65 anys o més.
L'edat mediana era de 36 anys. Per cada 100 dones de 18 o més anys hi havia 90 homes.
La renda mediana per habitatge era de 65.657 $ i la renda mediana per família de 72.361 $. Els homes tenien una renda mediana de 49.424 $ mentre que les dones 33.600 $. La renda per capita de la població era de 25.383 $. Entorn del 2,6% de les famílies i el 4,1% de la població estaven per davall del llindar de pobresa.